# ロアッソくん
ロアッソくんは、熊本県のJリーグクラブ・ロアッソ熊本のマスコットキャラクターである。

## 概要
2008年1月23日に開かれたロアッソ熊本のJリーグ参入初年度の新体制発表記者会見にて披露された。背番号の "123" は、ロアッソのJリーグ加盟が正式承認された（2007年）12月3日に由来したものである。キャラクターデザインは地元熊本在住のイラストレーター村井健太郎。

## プロフィール
熊本の伝統や自然を象徴する「馬」をモチーフに擬人化したマスコット。年齢は小学校高学年くらいで、将来の夢はワールドカップ出場。
性格はイタズラ好きでとてもやんちゃ者。試合開始前等によくスタジアム内の売店に出没し、イタズラしたりしている。特技は一輪車乗りで、ローラースケートも乗りこなせる。近頃はセグウェイにも乗っている。サガン鳥栖のマスコット、ウィントスととても仲が良いほか、ホームの熊本県民総合運動公園陸上競技場では、くまモンや鞠智城のマスコットキャラクター“ころう君”とハーフタイムを中心に様々なパフォーマンスを繰り広げる。時に九州の他のJクラブマスコットキャラクターを巻き込んで騒ぎを巻き起こすこともある。
2010年5月、小林弘記（DJ Kova）とBAZOOKA BROTHERS（バズーカブラザーズ）という名でタッグ結成。2014年12月3日、自らの誕生日にTwitterアカウントを開設した。
2015年よりクラブのスポンサー付ユニホームとは別の、ロアッソくん専用のスポンサー付ユニホームを着用している。
2017年1月20日、チームの人事異動で「グッズ倉庫お片付け係」への異動を命じられるが（後任のマスコットは小林弘記が務める）、1月25日になって池谷友良社長から「マスコットに復帰したければ、開幕戦（2月26日）までに自らの被り物グッズ（なりきりロアッソくん）を123個販売する」というノルマを課せられる。結果的に開幕戦までに321個を販売したことで、3月1日付でマスコットへの条件付き復帰が認められた。

### ユニフォームスポンサー（2017年）
| 掲出箇所 | スポンサー名                        | 表記                                | 掲出年   | 備考 |
| -------- | ----------------------------------- | ----------------------------------- | -------- | ---- |
| 胸       | 杉養蜂園                            | 杉養蜂園                            | 2015年 - |      |
| 背中上部 | 原田木材                            | 原田木材                            | 2015年 - |      |
| 背中下部 | 設定なし                            | -                                   |          |      |
| 袖       | ロアッソ熊本をJ1へ 県民運動推進本部 | ロアッソ熊本をJ1へ 県民運動推進本部 | 2014年 - |      |
| パンツ   | リバテープ製薬                      | あっ!リバテープ                     | 2016年 - |      |